# Douglas XFD
Douglas XFD byl prototyp palubního stíhacího letounu vyvinutý společností Douglas Aircraft Company jako první stíhačka její konstrukce.

## Vývoj
Typ XFD vznikl podle požadavků č. 311 Bureau of Aeronautics US Navy na dvoumístný palubní stíhací dvouplošník. 30. června námořnictvo objednalo prototypy letounů XFD, Vought XF3U a Curtiss XF12C k srovnávacím zkouškám.
XFD měl celokovovou konstrukci potaženou plátnem, a jeho osádka seděla v zakrytém kokpitu tandemového uspořádání. Stroj měl pevný podvozek se záďovým kolečkem. Letoun, poháněný motorem Pratt & Whitney Wasp, poprvé vzlétl v lednu 1933 a mezi 18. červnem 1933 a 14. srpnem 1934 byl námořnictvem podroben zkouškám.
Během nich dosáhl dobrých výkonů, ale námořnictvo mezitím ustoupilo od dvoumístné koncepce stíhaček a proto nedošlo k udělení zakázky na sériovou výrobu. 

## Specifikace

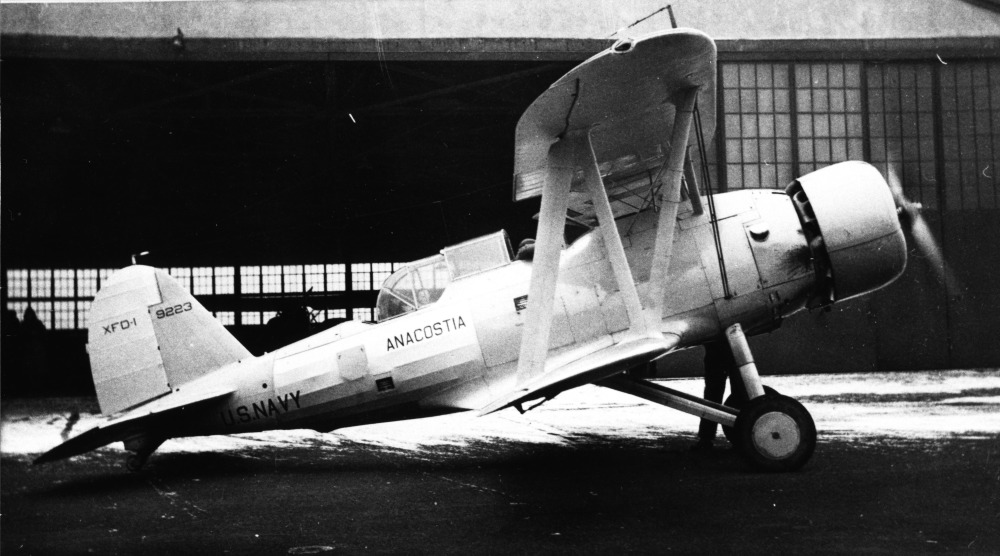
Boční pohled na Douglas XFD, červen 1933.

Údaje podle publikace The American Fighter from 1917 to the present.

### Technické údaje
- Osádka: 2 (pilot a střelec)
- Délka: 7,72 m (25 stop a 4 palce)
- Rozpětí: 9,60 m (31 stop a 6 palců)
- Výška: 3,37 m (11 stop a 1 palec)
- Nosná plocha: 27,40 m² (295 čtverečních stop)
- Prázdná hmotnost: 1 464 kg (3 227 lb)
- Vzletová hmotnost: 2 119 kg (4 672 lb)
- Pohonná jednotka: 1 × vzduchem chlazený čtrnáctiválcový hvězdicový motor Pratt & Whitney R-1535-64 Twin Wasp Junior
- Výkon pohonné jednotky: 522 kW (700 hp)

### Výkony
- Maximální rychlost: 335 km/h (208 mph)
- Cestovní rychlost: 274 km/h (170 mph)
- Dolet: 927 km (576 mil)
- Dostup: 7 224 m (23 700 stop)
- Stoupavost: 8,48 m/s (1 670 stop za minutu)

### Výzbroj
- 2 × synchronizovaný kulomet ráže 7,62 mm
- 1 × pohyblivý kulomet ráže 7,62 mm
- 227 kg (500 lb) pum